# Samson Pollen
Samson Pollen (* 19. März 1931 in New York City; † 4. Dezember 2018 ebenda) war ein US-amerikanischer Zeichner, der durch seine Pin-Up-Zeichnungen bekannt wurde.
Pollen wuchs in der Bronx auf; in seinem 12. Lebensjahr zog Pollens Familie nach Brooklyn. Er studierte an der renommierten National Academy Museum and School in Manhattan und lernte unter dem damaligen Dekan Charles Louis Hinton. Nach dem Studium absolvierte Pollen eine Lehre in einem Kunstatelier.
Während des Koreakrieges war Pollen bei der United States Coast Guard stationiert. Hier fertigte er erste Illustrationen für das offizielle Militärmagazin.
Pollen schuf zahlreiche Titelbilder und Innenillustrationen für Pulp-Magazine, Taschenbücher, Zeitschriften und Männermagazine wie das Men’s Adventure Magazine, in dem er Geschichten von Evan Hunter, Mario Puzo, Richard Wright und Donald Westlake illustrierte.